# Theodor Rumpel
Carl August Theodor Rumpel (* 25. März 1862 in Gütersloh; † 11. August 1923 in Hamburg) war ein deutscher Internist.

## Leben

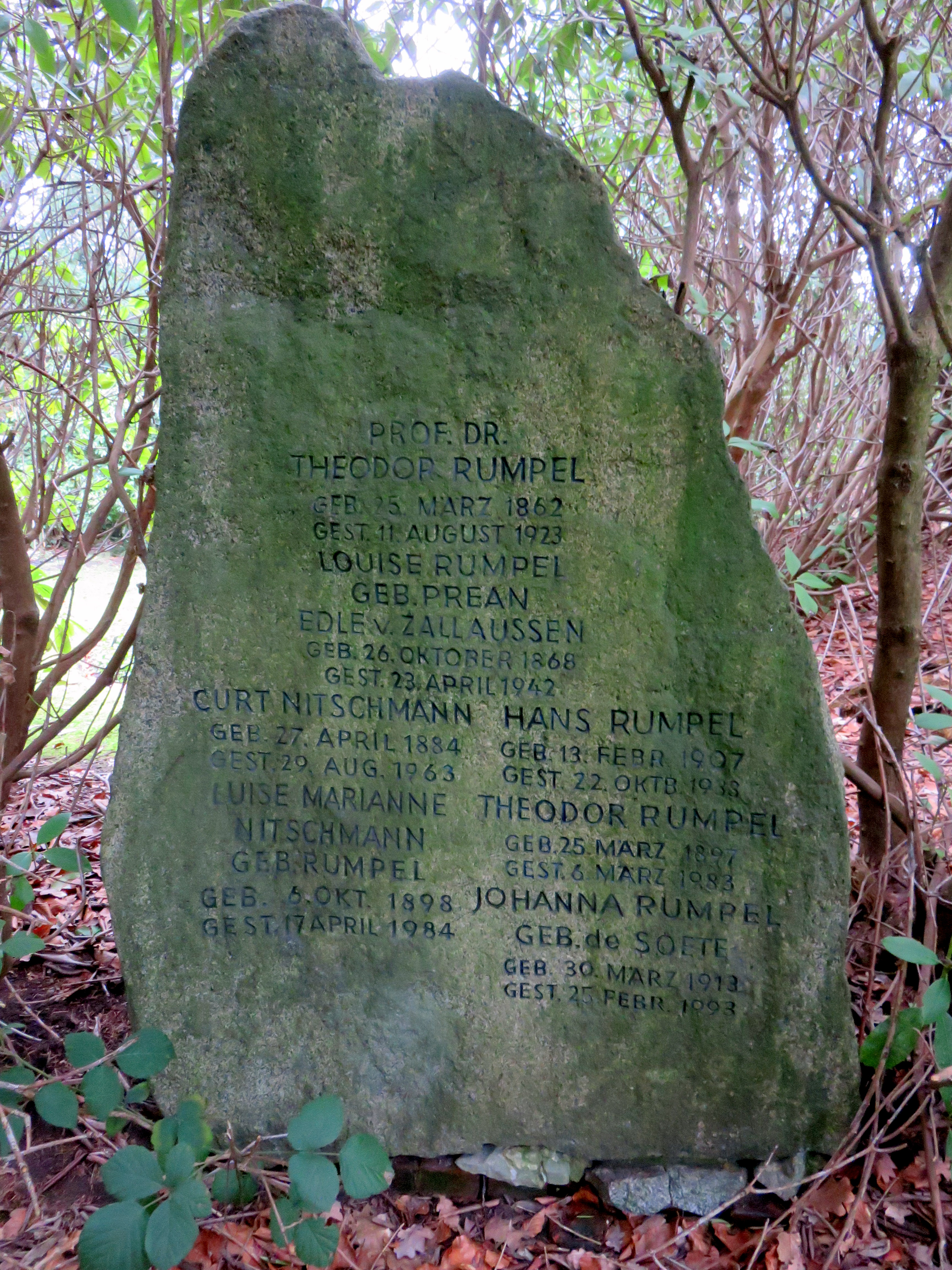
Grabstein für Theodor Rumpel auf dem Friedhof Ohlsdorf

Theodor Rumpel besuchte das Evangelisch Stiftische Gymnasium Gütersloh, wo er 1881 auch die Reifeprüfung ablegte. Er promovierte 1887 in Marburg. Anschließend arbeitete er am Allgemeinen Krankenhaus Hamburg-Eppendorf und war dort an der Bekämpfung der Choleraepidemie von 1892 beteiligt. 1893 wurde er Oberarzt in der fünften medizinischen Abteilung des AK Eppendorf.
Rumpel war ab 1901 Mitglied der Hamburgischen Bürgerschaft, als Angehöriger der Fraktion der Rechten. Ab 1918 gehörte er der Nationalliberalen Partei an und war bis 1919 Bürgerschaftsmitglied.
1907 wurde er in die Baukommission berufen, die mit dem Bau des Allgemeinen Krankenhauses Barmbek beauftragt worden war. Rumpel leitete das AK Barmbek von 1912 bis zu seinem Tode 1923 als Direktor. Nach ihm sind der Theodor-Rumpel-Weg und der Theodor-Rumpel-Stieg im Hamburger Stadtteil Barmbek-Nord benannt.
Carl August Theodor Rumpel wurde auf dem Ohlsdorfer Friedhof in Hamburg im Planquadrat M 14 südlich der Cordesallee bei der Ringstraße beigesetzt.

## Forschung
Rumpel beschrieb 1909 als erster punktförmige Hautblutungen (Petechien) bei einer venösen Stauung am Arm eines Scharlach-Patienten. Dieses Verfahren ist auch bekannt als Rumpel-Leede-Test: eine medizinische Untersuchung, um die Stabilität der Kapillaren sowie die Funktionstüchtigkeit der Thrombozyten zu überprüfen. Der amerikanische Arzt Carl Stockbridge Leede (1882–1964) beschrieb 1911 unabhängig von Rumpel dieses Verfahren.